# Jean-François de Saint-Lambert
Jean-François de Saint-Lambert (Nancy, 26 de diciembre de 1716 - París, 9 de febrero de 1803) fue un militar, poeta, filósofo y enciclopedista lorenés (posteriormente francés), autor de ensayos y fábulas. Su mayor éxito literario fue Les saisons (1770), un largo poema sobre la naturaleza y la vida campestre que le abrió las puertas de la Academia Francesa.

## Reseña biográfica
En 1750, tras la muerte de su amante Émilie du Châtelet y su hija común recién nacida, Saint-Lambert abandonó la corte lorenesa de Estanislao I Leszczynski en Lunéville, donde había sido jefe de la guardia y se mudó a París. Allí entró en contacto con salones literarios en los que los manuscritos de sus obras ya circulaban por más de diez años. En la casa de Jeanne-Françoise Quinault (1699–1783),  Saint-Lambert conoció a Mme d'Épinay y por su intermedio a Rousseau, Frédéric-Melchior Grimm, Denis Diderot y Paul Henri Thiry d'Holbach. Con la cuñada de Mme d’Épinay, Mme d’Houdetot, sostuvo una relación por muchos años y vivió con ella en una residencia rural cerca de París hasta su muerte en 1803.
Aunque no aparece como firmante de artículos en la Encyclopédie de Diderot, los investigadores de la obra le atribuyen 27 artículos. Saint-Lambert formó parte del equipo de ilustres escritores de la Academia Francesa que Panckoucke contrató para la reedición de la Encyclopédie, en un proyecto de enciclopedia organizada temáticamente, la Encyclopédie méthodique, que debía superar y corregir los errores de la obra original y que terminó aportando cinco volúmenes suplementarios (tres de texto y dos de ilustraciones) a la enciclopedia de Diderot que ya tenía 28 volúmenes.
Con algunas interrupciones, por ejemplo, las que produjo la Guerra de los Siete Años, Saint-Lambert fue invitado entre 1750 y 1780 a las ruedas de discusión filosófica de Paul Henri Thiry d'Holbach (en la denominada Coterie o café de l’europe). Según Antoine-Alexandre Barbier, Saint-Lambert publicó en Nancy, cuando tuvo que ir allí por sus obligaciones militares, la primera obra crítica de la religión de d’Holbach, Le christianisme dévoilé.

## Obras
- Ode sur l’eucharistie (1732)
- Les fêtes de l’amour et de l’hymen (1756)
- Recueil de poésies fugitives (1759)
- Essai sur le luxe (ensayo) (1764)
- Sara Th (novela) (1765)
- Abenaki, Sara et Ziméo (relatos en prosa) (1769)
- Les Saisons (poema) (1769)
- Idylle tirée du poème des saisons (1770)
- Les deux amis, conte iroquois (1770)
- Fables orientales (1772)
- Principes des mœurs chez toutes les nations (en 3 volúmenes) (1798)
- Œuvres philosophiques (en 5 volúmenes) (1801)